# Didímovka
Didímovka (en rus: Дыдымовка) és un poble (un khútor) del krai de Stàvropol, a Rússia, que en el cens del 2010 tenia 162 habitants. Pertany al districte rural de Kurskaia.